# ديفيد دنيس (مجدف)
ديفيد دنيس (بالإنجليزية: David Dennis)‏ هو مجدف أسترالي، ولد في 30 مايو 1980 في نهولونباي في أستراليا.

## وصلات خارجية
- ديفيد دنيس على موقع الاتحاد الدولي للتجديف (الإنجليزية)
- ديفيد دنيس على موقع اللجنة الأولمبية الدولية (الإنجليزية)
- ديفيد دنيس على موقع أوليمبيديا (الإنجليزية)
- ديفيد دنيس على موقع اللجنة الأولمبية الأسترالية (الإنجليزية)